# Восточно-сахарские горные ксерические редколесья
Восточно-сахарские горные ксерические редколесья — горный экологический регион, расположенный на востоке Чада и на западе и юго-западе Судана. Статус сохранности экорегиона оценивается как критический, его специальный код — AT1303.

## Климат
Большая часть годовых осадков выпадает с мая по сентябрь. Количество осадков сильно варьируется от высоты: в большинстве районов от 150 мм до 500 мм, на самых высоких районах вулкана Марра в Судане количество осадков достигает 1000 мм.

## Флора и фауна
Среди растений встречаются эндемики экорегиона сахельских акациевых саванн, в том числе Chrozophora brocchiana, Farsetia stenoptera, Nymphoides ezannoi, Rotala pterocalyx. Список эндемичных растений в районе Марра включает Kickxia aegyptiaca и ряд других видов.
На крутых склонах растут пучки трав и кустарники видов Hyparrhenia hirta, Themeda triandra, бородач двухколосый. На участках с лучшим дренажем встречаются виды Aristida congesta, Festuca abyssinica, Hyparrhenia multiplex, Panicum pusillum, Pentaschistis pictigluma, Tripogon leptophyllus и Vulpia bromoides, все не более 5 см в высоту.
Распространённые в экорегионе животные включают африканскую лисицу, каракала, капского зайца, капского дамана, лесного кота, обыкновенного шакала и эфиопского ежа. Среди крупных хищников встречается только гепард.
Экорегион, особенно плато Эннеди, поддерживает среду обитания для крупных антилоп, таких как аддакс, газель-дама, газель-доркас, и краснолобая газель.
В экорегионе не так много эндемичных животных. Среди млекопитающих суданская кустарниковая крыса является почти эндемичным для региона Марра и близлежащих районов, песчанка Бартона и песчанка Лоу являются строго эндемичными для этого же региона. Обе эти песчанки считаются находящимися под угрозой исчезновения. Рыжий кустарниковый жаворонок считается почти эндемичным для экорегиона, встречается также в близлежащих регионах Сахары.

## Состояние экорегиона
Население в экорегионе невелико и в основном состоит из кочевников. Считается, что деятельность человека на данный момент не угрожает экорегиону. Большая часть сельского хозяйства здесь была заброшена, что привело к преобразованию ландшафта в более естественную среду обитания. Этого нельзя сказать о фауне, так как крупные виды животных были либо уничтожены, либо сокращены до очень маленьких популяций из-за охоты, конкуренции или засух.